# Efraín Juárez
Efraín Juárez Valdez (Ciudad de México, México, 22 de febrero de 1988) es un exfutbolista y entrenador mexicano que jugaba como lateral derecho o mediocampista de contención; su último club fue el Vålerenga Football de la Eliteserien. Actualmente dirige al Club Pumas UNAM de la Liga MX.

## Futbolista

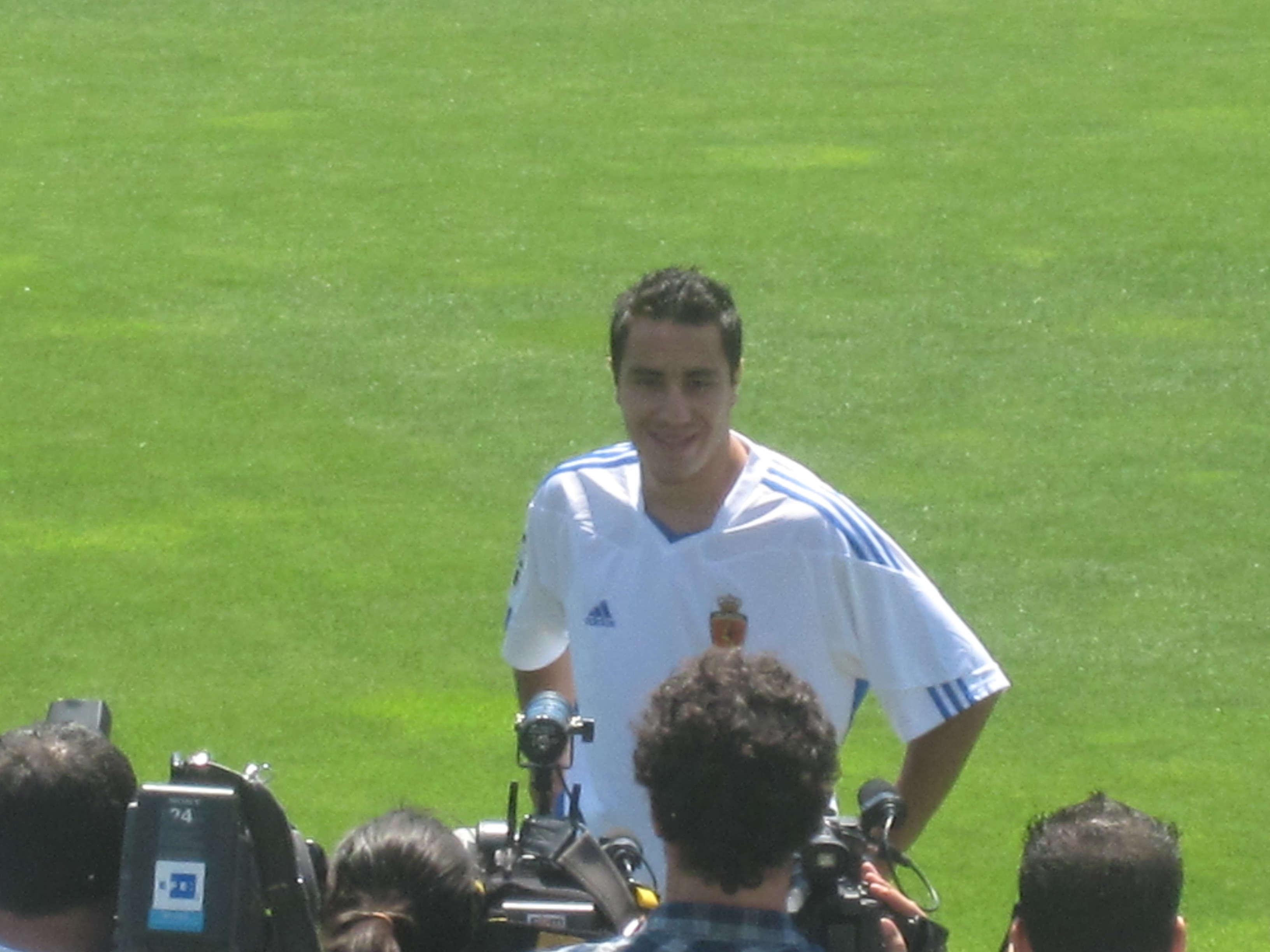
Juárez en Zaragoza.

### Inicios
Inició su carrera en las fuerzas básicas del Club Universidad Nacional, siendo también un habitual en prácticamente todas las categorías juveniles de la selección mexicana. Tras su brillante actuación en el mundial Sub-17 de Perú, en el que México salió Campeón, Juárez aceptó una oferta del FC Barcelona y puso rumbo a España. Una vez allí, en La Masía, descubrieron que Juárez estaba en año natural de mayoría de edad, por lo que su condición de extranjero solo le permitía jugar en el primer equipo o en el F. C. Barcelona B; sus meses en Barcelona se limitaron a entrenar y no jugar por ese motivo.
Luego de que "Chucho" Jesús Ramírez (técnico con el que ganó el Mundial Sub-17 en Perú), tomara las riendas de la Selección mexicana Sub-20, le advirtió a Juárez que quería llevar a la Copa Mundial Sub-20 de 2007 al bloque de jugadores campeones en Perú, pero que él debía ver acción o quedaría fuera. La decisión de Juárez fue pedirle al FC Barcelona que le permitiera salir al humilde equipo Barbate, con el que podría jugar algunos meses para entrar en la lista de Ramírez.
Realizó un gran torneo, pese a que el Tri fue derrotado en cuartos de final contra la selección campeona a la postre, Argentina. En Canadá tomó la decisión de desvincularse del FC Barcelona para regresar a México.

#### Club Universidad Nacional
Para la Temporada 2007-2008, fue registrado con la filial Pumas Morelos, de los Pumas de la UNAM en la Primera División 'A'. Participó en once encuentros, todos en el Clausura 2008.
Con los Pumas, debutó en la Primera División de México el 27 de julio de 2008, enfrentando a los Rayos del Necaxa en el Estadio Olímpico Universitario, en partido correspondiente a la Jornada 1 del Apertura 2008; los universitarios ganaron 2-0.
Rápidamente se consolidó y se ganó un puesto en el equipo. Fue Campeón en el Clausura 2009.

#### CELTIC
Su buena actuación en la Copa Mundial de 2010 en Sudáfrica, provocó el interés de varios equipos europeos para hacerse con sus servicios. Finalmente, optó por aceptar la oferta del club escocés Celtic FC.
Su aventura en Escocia comenzó muy bien. La afición local lo recibió con cariño, apodándolo "Effie". Fue titular indiscutible e incluso marcó un gol en la fase previa de la Liga de Campeones de la UEFA frente al cuadro portugués Sporting de Braga, aunque el Celtic FC finalmente fue eliminado. Tras una lesión en un entrenamiento, que le tuvo un par de semanas parado, perdió su sitio en el once inicial y se alejó de su entrenador, Neil Lennon, quien optó por la decisión de mantener a aquellos que mantenían al equipo arriba y le pidió paciencia hasta que volviera a tener una nueva oportunidad.

#### Real Zaragoza
Junto a Pablo Barrera, llegó al Real Zaragoza a petición expresa del "Vasco" Javier Aguirre. Jugó para los Maños la Temporada 2011-2012.

#### Regreso a México
De cara a la Temporada 2012-2013, retornó a México al ser fichado por el Club América. En agosto de 2012 sufrió una impactante luxación en el codo derecho durante un partido ante Correcaminos por la Copa MX, que lo dejó varias semanas fuera de las canchas. Fue campeón en el Clausura 2013, aunque tuvo poca actividad.  
Después de militar un año con el América, fue transferido a los Rayados del Monterrey, siendo pieza fundamental en el equipo y jugando hasta finalizar el Apertura 2017; durante su estadía conquistó una Copa México y dos subcampeonatos de Liga; asistió a la Copa Mundial de Clubes de la FIFA 2013; el 5 de marzo de 2016, en una edición más del Clásico Regio, los Rayados ganaron 1-0 con gol de Juárez.

#### Últimos clubes y retiro
Tras salir de Rayados, firmó con Vancouver Whitecaps de la MLS por un año. 
En el 2019 jugó en Vålerenga Fotball de la Eliteserien (Primera División del fútbol de Noruega) y finalmente a finales de ese mismo año decide retirarse como futbolista profesional para dedicarse a labores de asistente técnico.

## Auxiliar
Tras su retiro como futbolista, fue auxiliar técnico de Ronny Deila en eL New York City Football Club en la MLS durante 86 partidos entre el día 10 de marzo de 2020 al 30 de mayo de 2022, tras la salida del técnico noruego, Juárez asistió a Nick Cushing por 4 partidos y con el cuadro neoyorquino ganó la MLS Cup 2021, luego de derrotar a Portland Timbers.
Del 1 de julio de 2022 al 24 de mayo de 2023 emigró junto a Ronny Deila al club belga Standard de Lieja y del 1 de julio de 2023 al 17 de marzo de 2024; también fue asistente técnico en el Club Brujas.

## Entrenador

### Atlético Nacional
En agosto de 2024, fue contratado como director técnico del Atlético Nacional de Colombia, luego de la desvinculación de Pablo Repetto.

#### Controversia
El 17 de noviembre de 2024, tras haber festejado de manera eufórica la victoria del Atlético Nacional frente al Deportivo Independiente Medellín en la semifinal de la Copa Colombia, la afición de El Poderoso de la Montaña no tomó a bien la acción, por lo que invadieron el césped del Atanasio Girardot, ante esta situación Juárez tuvo que ser escoltado por la policía para su protección.
El 20 de noviembre del 2024, se haría oficial una sanción inicial para Juárez consistió en una prohibición de tres años de acceso a los estadios del país y una multa de 26 millones de pesos colombianos.
La gravedad de la sanción sorprendió tanto a la comunidad futbolística como a los seguidores del club, generando una amplia discusión sobre la proporcionalidad del castigo. Aunque Juárez no asistió personalmente a la audiencia. En su lugar, una abogada presentó un recurso de apelación, argumentando que la medida era desproporcionada y solicitando una reconsideración.
Debido a esta situación, el alcalde de la ciudad de Medellín, Federico Gutiérrez declaró estar en contra del castigo impuesto a Juárez, calificándolo como “desproporcionado y contraproducente”.
El 14 de enero de 2025 renunció a su cargo en el equipo verde, tras inconformismo con la junta directiva, debido a las decisiones tomadas por la misma respecto a los fichajes y salidas en el club.

### Pumas UNAM
El 2 de marzo de 2025 es presentado como el nuevo director técnico de Pumas de la UNAM. 

## Selección nacional

### Sub-17
Juárez formó parte del plantel que conquistó la Copa Mundial Sub-17 de 2005 celebrada en Perú, bajo las órdenes del entrenador Jesús Ramírez.
Durante la justa mundialista, en el partido de 4tos. de final ante Costa Rica, marcó gol en propia puerta al minuto 67 y logró el tanto del empate al 88, mandando el juego al alargue.
| Mundial | Sede | Resultado | Partidos | Goles |
| ------- | ---- | --------- | -------- | ----- |
| Sub-17  | Perú | Campeón   | 6        | 1     |

### Sub-20
Fue convocado por Jesús Ramírez para acudir a la Copa Mundial Sub-20 de 2007 en Canadá. Dentro del certamen, jugó 4 de los 5 partidos que sostuvo el representativo nacional.
| Mundial | Sede   | Resultado        | Partidos | Goles |
| ------- | ------ | ---------------- | -------- | ----- |
| Sub-20  | Canadá | Cuartos de final | 4        | 0     |

### Absoluta
Bajo la dirección técnica del "Vasco" Javier Aguirre, debutó con la Selección mayor de México el 27 de agosto de 2009, en un partido amistoso ante Guatemala en San Diego, previo al inicio de la Copa de Oro de la Concacaf 2009; el encuentro finalizó 0-0.
Con el conjunto Tricolor, Efraín Juárez jugó en 39 oportunidades; el último partido fue ante Colombia, el 29 de febrero de 2012, en un encuentro amistoso llevado a cabo en Sun Life Stadium en Miami, Estados Unidos; México perdió 0-2; Juárez jugó 10 minutos al ingresar de cambio por Enrique Pérez.
|                    | PJ | Minutos | Gol | Asistencias | Periodo   |
| ------------------ | -- | ------- | --- | ----------- | --------- |
| Selección mexicana | 39 | 3,093   | 1   | 4           | 2009-2012 |

Gol
| Fecha               | Rival       | Gol | Resultado | Competencia            |
| ------------------- | ----------- | --- | --------- | ---------------------- |
| 5 de junio del 2011 | El Salvador |     | 5-0       | Copa Oro CONCACAF 2011 |

### Participación en Copa del Mundo
| Mundial              | Sede      | Resultado        | Partidos | Goles |
| -------------------- | --------- | ---------------- | -------- | ----- |
| Copa Mundial de 2010 | Sudáfrica | Octavos de final | 3        | 0     |

| Fecha       | Estadio                    | Encuentro      | Resultado |
| ----------- | -------------------------- | -------------- | --------- |
| 17 de junio | Peter Mokaba, Polokwane    | Fecha 2        | 0-2       |
| 22 de junio | Royal Bafokeng, Rustenburg | Fecha 3        | 0-1       |
| 27 de junio | Soccer City, Johannesburgo | 8vos. de final | 1-3       |

### Participaciones en Copa de Oro de la CONCACAF
| Copa             | Sede           | Resultado |
| ---------------- | -------------- | --------- |
| Copa de Oro 2009 | Estados Unidos | Campeón   |
| Copa de Oro 2011 | Estados Unidos | Campeón   |

## Clubes

### Futbolista
| Club                      | País    | Año       |
| ------------------------- | ------- | --------- |
| Pumas Morelos (Cárnet)    | México  | 2007-2008 |
| Club Universidad Nacional | México  | 2008-2010 |
| Celtic FC                 | Escocia | 2010-2011 |
| Real Zaragoza (Préstamo)  | España  | 2011-2012 |
| Club América              | México  | 2012-2013 |
| Monterrey                 | México  | 2013-2017 |
| Vancouver Whitecaps       | Canadá  | 2018      |
| Vålerenga Fotball         | Noruega | 2019      |

### Auxiliar
| Club              | País           | Año       |
| ----------------- | -------------- | --------- |
| New York City FC  | Estados Unidos | 2020-2022 |
| Standard de Lieja | Bélgica        | 2022-2023 |
| Club Brujas       | Bélgica        | 2023-2024 |

### Entrenador
| Club              | País     | Año           |
| ----------------- | -------- | ------------- |
| Atlético Nacional | Colombia | 2024          |
| Pumas UNAM        | México   | 2025-presente |

## Estadísticas como entrenador
| Equipo                       | Div.                | Temporada           | Liga | Liga | Liga | Liga | Liga |    | Copa | Copa | Copa | Copa |   | Internacional | Internacional | Internacional | Internacional | Internacional |   | Otros | Otros | Otros | Otros |    | Totales     | Totales | Totales | Totales | Totales | Totales | Totales | Totales | Totales |
| Equipo                       | Div.                | Temporada           | PD   | G    | E    | P    | Pos. | PD | G    | E    | P    | PD   | G | E             | P             | Pos.          | PD            | G             | E | P     | PD    | G     | E     | P  | Rendimiento | GF      | GC      | Dif.    |         |         |         |         |         |
| ---------------------------- | ------------------- | ------------------- | ---- | ---- | ---- | ---- | ---- | -- | ---- | ---- | ---- | ---- | - | ------------- | ------------- | ------------- | ------------- | ------------- | - | ----- | ----- | ----- | ----- | -- | ----------- | ------- | ------- | ------- | ------- | ------- | ------- | ------- | ------- |
| Atlético Nacional · Colombia | 1.ª                 | 2024-F              | 19   | 9    | 6    | 4    | 1.°  | 8  | 5    | 2    | 1    | -    | - | -             | -             | -             | -             | -             | - | -     | 27    | 14    | 8     | 5  | 61.73%      | 44      | 24      | +20     |         |         |         |         |         |
| Atlético Nacional · Colombia | Total               | Total               | 19   | 9    | 6    | 4    | -    | 8  | 5    | 2    | 1    | -    | - | -             | -             | -             | -             | -             | - | -     | 27    | 14    | 8     | 5  | 61.73%      | 44      | 24      | +20     |         |         |         |         |         |
| Pumas UNAM · México          | 1.ª                 | 2025-C              | 9    | 3    | 2    | 4    | 1/8  | -  | -    | -    | -    | 4    | 1 | 3             | 0             | 1/4           | -             | -             | - | -     | 13    | 4     | 5     | 4  | 43.59%      | 18      | 17      | +1      |         |         |         |         |         |
| Pumas UNAM · México          | 1.ª                 | 2025-A              | 5    | 1    | 3    | 1    | -    | -  | -    | -    | -    | 3    | 1 | 1             | 1             | FG            | -             | -             | - | -     | 8     | 2     | 3     | 3  | 37.5%       | 11      | 14      | -3      |         |         |         |         |         |
| Pumas UNAM · México          | Total               | Total               | 14   | 4    | 5    | 5    | -    | -  | -    | -    | -    | 7    | 2 | 4             | 1             | -             | -             | -             | - | -     | 21    | 6     | 8     | 7  | 41.27%      | 29      | 31      | -2      |         |         |         |         |         |
| Total en su carrera          | Total en su carrera | Total en su carrera | 33   | 13   | 10   | 10   | -    | 8  | 5    | 2    | 1    | 7    | 2 | 4             | 1             | -             | -             | -             | - | -     | 48    | 20    | 16    | 12 | 52.78%      | 73      | 55      | +18     |         |         |         |         |         |
| 1. 2. 3.                     |                     |                     |      |      |      |      |      |    |      |      |      |      |   |               |               |               |               |               |   |       |       |       |       |    |             |         |         |         |         |         |         |         |         |

#### Resumen estadístico
| Competición                      | Partidos | Ganados | Empatados | Perdidos | %      | Resultado        |
| -------------------------------- | -------- | ------- | --------- | -------- | ------ | ---------------- |
| Categoría Primera A              | 19       | 9       | 6         | 4        | 57.9%  | Campeón          |
| Copa Colombia                    | 8        | 5       | 2         | 1        | 70.83% | Campeón          |
| Liga MX                          | 14       | 4       | 4         | 6        | 38.09% | Octavos de final |
| Liga de Campeones de la Concacaf | 4        | 1       | 3         | 0        | 50%    | Cuartos de final |
| Leagues Cup                      | 3        | 1       | 1         | 1        | 44.44% | Fase de grupos   |
| TOTAL                            | 48       | 20      | 16        | 12       | 52.78% | 2 Títulos        |

## Palmarés

### Como jugador

#### Títulos nacionales
| Título           | Club                 | País    | Año  |
| ---------------- | -------------------- | ------- | ---- |
| Primera División | Universidad Nacional | México  | 2009 |
| Copa de Escocia  | Celtic               | Escocia | 2011 |
| Primera División | América              | México  | 2013 |
| Copa México      | Monterrey            | México  | 2017 |

#### Títulos internacionales
| Título                  | Club (*)      | País           | Año  |
| ----------------------- | ------------- | -------------- | ---- |
| Copa Mundial de Fútbol  | México sub-17 | Perú           | 2005 |
| Copa Oro de la Concacaf | México        | Estados Unidos | 2009 |
| Copa Oro de la Concacaf | México        | Estados Unidos | 2011 |

(*) Incluyendo la Selección

### Como entrenador

#### Títulos nacionales
| Título              | Club              | País     | Año  |
| ------------------- | ----------------- | -------- | ---- |
| Copa Colombia       | Atlético Nacional | Colombia | 2024 |
| Categoría Primera A | Atlético Nacional | Colombia | 2024 |